# 頗梨采女

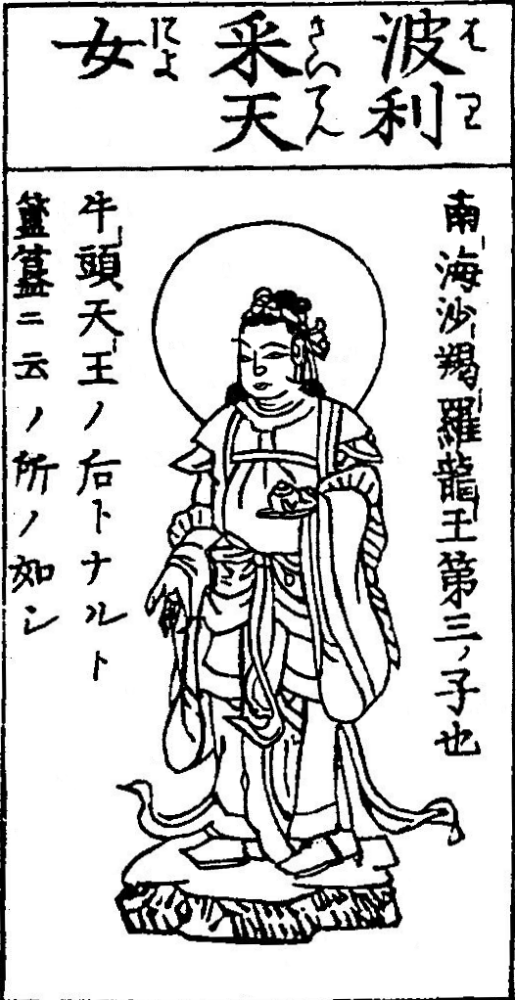
《佛像圖彙》（1783年）的波利采天女

頗梨采女（はりさいじょ）乃日本陰陽道的女神，相傳為娑竭羅龍王（しゃかつらりゅうおう）之女、牛頭天王之后；亦可寫成波利采天女、波利采女、波利賽女等。

## 概要
神名裡的「頗梨」（はり）音同梵語中的水晶。牛頭天王為佛教傳來的神祇，也是祇園精舍的守護神。由於日本民間曾對散播流行病的行疫神感到畏懼，該神祇遂與素戔嗚尊習合。明治初年主政者強迫神佛分離時成為祇園社（今八坂神社）之祭神，而頗梨采女即為其后神，與素戔嗚尊之妻奇稻田姬被視為同一神。原本頗梨采女被供奉在祇園社的本殿西御座，明治之後才改在東御座。
頗梨采女屬八大龍王之一的娑竭羅龍王（しゃかつらりゅうおう）之女（龙女），亦是八將神（也叫八王子神）之母。平安時代辭書《色葉字類抄》記載沙竭羅龍女為牛頭天王之后，並與之生下84,654位神祇（含八將神在內）；《簠簋内傳》則寫道：「歲德頗梨采女也、八將神母也、容顔美麗忍辱慈之體也」，將頗梨采女和歲德神視之為同一神；《祇園牛頭天王緣起》更記載頗梨采女住在南海之沙竭羅龍宮城，為金毘羅女、婦命女二人之妹。
《法華經》提到龍王居於海底深宮，故稱沙竭羅龍王，〈提婆品第十二〉又說此龍王有一女，八歲即已成佛；《佛說海龍王經》〈女寶錦受決品第十四〉則記載沙竭羅龍王之女名「寶錦」，被佛陀授記未來應當成佛。由此可知頗梨采女為陰陽道創造出來的神祇，與佛教無關。

## 內部連結
- 牛頭天王
- 八將神
- 八大龍王

## 外部連結
- （日語）京都大学附属図書館所蔵平松文庫『祇園牛頭天王縁起』 （页面存档备份，存于）